# Los libros de la buena memoria
«Los libros de la buena memoria» es una canción acreditada a Invisible, banda integrada en ese momento por Luis Alberto Spinetta, Pomo Lorenzo, Machi Rufino y Tomás Gubitsch. Está incluida como segundo track del álbum El jardín de los presentes, grabado en los estudios CBS, en el año 1976. En el tema Juan José Mosalini interpreta el bandoneón.
Se trata de uno de los temas clásicos del cancionero de Spinetta. En México, ha sido considerado como una de sus diez mejores canciones.

## Contexto
La canción fue compuesta en el primer semestre de 1976, coincidente con el golpe de Estado del 24 de marzo de 1976 mediante el cual tomó el poder el Proceso de Reorganización Nacional caracterizada por el terrorismo de Estado y miles de desaparecidos. La cuestión de la memoria sería un tema clave en la lucha contra la dictadura.
Invisible, por su parte, una de las bandas más destacadas del rock argentino, había sido creada como trío en 1973 por Luis Alberto Spinetta, con Pomo Lorenzo (batería) y Machi Rufino (bajo), lanzando dos álbumes, Invisible en 1974 y Durazno sangrando en 1975. El jardín de los presentes es el tercer álbum de Invisible, pero es el resultado de un considerable cambio de la banda en 1976, tanto en su sonido -más volcado al tango-, como en su formación, al incluir un nuevo integrante (Tomás Gubitsch) y transformar el trío en cuarteto. Estos cambios tensionarían las relaciones en la banda y llevarían a su disolución a comienzos de 1977.
Casi simultáneamente, la compañera de Spinetta, Patricia, había quedado embarazada de quien sería su primer hijo, Dante, que habría de nacer en diciembre de ese año.

## La canción
Se trata de una canción lenta con una armonía de base simple (mi menor 7, la menor 7, si menor 7 y do maj 7), en la que la distorsión de las guitarras acústica y eléctrica, y los platillos, le confieren una atmósfera acuática, con resabios tangueros, que son una característica en todo el álbum. En este tema aparece por primera vez el bandoneón en el disco, interpretado aquí por Juan José Mosalini.
La letra según Spinetta contiene "toda una simbología del amor":

Siempre me pareció un tema que podía sobrepasar el tiempo. Aunque la letra habla del alcohol
(‘licor, no vuelvas más’, ‘El vino entibia sueños/ al jadear/ desde su boca de verdeado dulzor’) es una cosa totalmente imaginaria. Por ahí, con la palabra licor estoy simbolizando otro tipo de vicios, pero el alcohol nunca fue una de mis aficiones. La letra está llena de imágenes somnolientas: son las imágenes de quien espera para el amor ‘como un ciego frente al mar’, porque la ceguera también es la de quien aguarda. El vino y el licor están ligados a las canciones de amores imposibles (eso de ‘tomo y olvido’ o ‘tomo y espero’) y frases como ‘que sombra oscura te ocultó de mi guiño’ aluden a recuerdos de los amores idos. Hay toda una simbología de amor en esta canción: las 120 luces verdes y rojas que menciono en otro verso se refieren, obviamente, a lo permitido y lo negado. El tema concluye diciendo 'No es necesario más, ya se ven los tigres en la lluvia'. En realidad son tigres en la nieve, es una imagen inspirada en El secreto de la flor de oro, una visión que aparece si se llega a cierto punto de meditación.
Luis Alberto Spinetta

Se ha asociado el tema con Jorge Luis Borges debido a las referencias que la letra hace de los libros (Borges además de escritor fue director de la Biblioteca Nacional), la buena memoria (Funes el memorioso) , la ceguera y la imagen del tigre.

## Resignificaciones
En octubre de 2012, la Biblioteca Nacional de la Argentina, realizó una muestra sobre la obra de Spinetta, titulada Los libros de la buena memoria.

## Versiones
Gustavo Cerati realizó una versión de Los libros de la buena memoria a beneficio del Hospital Garrahan, en el que los máximos músicos del rock nacional, versionaron canciones de otros.
Los Pericos realizaron una versión de Los libros de la buena memoria en el álbum Mystic love (1998).